# ハナドロバチ
ハナドロバチ（pollen wasp、the Masarinae）は、膜翅目（ハチ目）スズメバチ科に含まれる6つの亜科の1つハナドロバチ亜科に分類されるハチの総称。

## 解説
体長５ミリ以下から20ミリほどの小型〜中型のハチ。成虫は基本的に単独生活し、メス成虫が幼虫の餌として花蜜や花粉を集めることから、和名をハナドロバチ、英名pollen waspと呼ばれる。主に熱帯から温帯の乾燥、半乾燥地域に生息し、特に南アフリカに多くの種が分布する。Gayellini族とMasarini族の2族に分けられ、14属約300種が知られる。

## 生態
巣は、多くの種では地面を掘って地中に空間を作り、そこに幼虫の育房となる円筒形の壺を泥で作る。岩陰などに泥で円筒形の壺を作る種もいる。粘土質の地面に巣を掘る種では、水や花蜜で土を軟らかくする。砂地に巣を掘るQuartinia属では、口器から分泌した絹糸で巣穴の壁が崩れるのを防ぐ。
南アフリカの砂漠、半砂漠地帯に多くの種が分布するQuartinia属は、いずれも体長5ミリかそれ以下の小型種だが、100種にも種分化し個体数も多く繁栄している。その理由として、小型化したことによって、貝殻に溜まった砂とか、草の根元や岩陰のような、風が吹いても砂が飛ばされずに済むようなマイクロハビタットを利用できるようになったこと、また、餌資源も少量で済むようになったこと、自ら糸を分泌する能力を獲得して巣作りにあたり水または蜜集めをしなくてもよくなったこと等で砂漠にも棲めるようになったと考えられる。
ブラジル産のTrimeria howardiでは、地中に15cm程度の坑道を掘りその途中から枝分かれした末端の空間をそのまま育房とするが、一部の巣では複数のメスによる共同営巣が行われる。観察された30のうち12の巣で2～7個体のメスが一つの巣にいた。また孵化した幼虫への給餌（亜社会性）も観察された。 

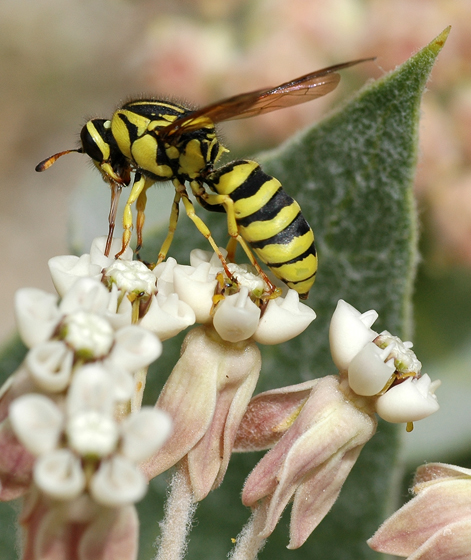
Pseudomasaris coquilletti